# The Way I Am (canção)
"The Way I Am" é uma canção de hip hop do rapper americano Eminem, lançada em 2000 como segundo single do álbum The Marshall Mathers LP. Nas paradas musicais, as melhores posições do single foram na Irlanda, onde alcançou a quarta posição, e na Suécia, onde chegou na sexta posição. Nos Estados Unidos, chegou na posição 58 na Billboard Hot 100, da revista Billboard.
A canção também foi remixada por Danny Lohner com participação de Marilyn Manson, que realizou a música com Eminem no palco. Posteriormente, "The Way I Am" foi incluída na coletânea Curtain Call: The Hits, que foi lançada em 2005.
Em 2008, Eminem lançou uma autobiografia intitulada The Way I Am.

## Videoclipe
O videoclipe desempenha um instrumental lento de sua canção "Kim", e parte de "Steve Berman" skit, (que é a faixa anterior a esta canção no álbum), e quando a música começa, mostra-se Eminem prestes a saltar para fora da janela de um prédio alto, e na sequência após algumas cenas ele salta. Em uma outra cena, mostra-se os fãs vindo até ele pedindo o seu autógrafo. No final do vídeo, quando Eminem atinge o solo, ele salta e se segura em um colchão gigante.

## Posições nas tabelas
| Parada musical (2000)           | Melhor posição |
| ------------------------------- | -------------- |
| ARIA Charts                     | 34             |
| Ö3 Austria Top 40art            | 11             |
| Ultratop (Flanders)             | 16             |
| Ultratop (Valônia)              | 9              |
| Finlândia                       | 8              |
| Irish Singles Chart             | 4              |
| Mexico Top 100                  | 36             |
| Sverigetopplistan               | 6              |
| Swiss Charts                    | 19             |
| UK Singles Chart                | 8              |
| Billboard Hot 100               | 58             |
| Billboard Hot R&B/Hip-Hop Songs | 26             |
| Billboard Hot Rap Tracks        | 24             |